# Харламов, Павел Васильевич
Па́вел Васи́льевич Харла́мов (25 июня 1924, Гахово, Курская губерния — 16 марта 2001, Донецк) — советский и украинский учёный в области механики. Член-корреспондент АН УССР (1965). Заслуженный деятель науки УССР (1983).

## Биография
Родители — Харламовы Василий Никитович и Ефросинья Павловна (девичья фамилия — Лукьянцева) — с годовалым сыном
приехали в 1925 г. в Донбасс:10. Отец работал плотником, а закончив строительный институт — техником-строителем. Перед войной Павел окончил девять классов средней школы. Не успев эвакуироваться, вместе с матерью и младшей сестрой оказался на оккупированной территории (отец ушёл на фронт в 1941 году). При немцах работал частным радиомастером. Избежав угона в Германию, сразу после освобождения города вступил в ряды Красной армии.
Участник Великой Отечественной войны, служил в артиллерии, шофёр, рядовой.
Демобилизовавшись из армии в декабре 1946 года, стал работать чертежником в проектном строительном институте. В начале марта 1947 года поступил учиться в 10 класс в среднюю школу № 1 рабочей молодежи г. Сталино. Школу окончил с золотой медалью и правом поступления в высшие учебные заведения СССР без вступительных экзаменов. Для продолжения учёбы выбрал Московский университет.
В 1952 году окончил с отличием механико-математический факультет МГУ, ученик члена-корреспондента АН СССР Николая Четаева.
Работал:
- в 1952—1959 годах — в Донецком индустриальном институте (позже — Донецкий политехнический институт); в 1955 году защитил диссертацию на соискание учёной степени кандидата физико-математических наук в МГУ;
- в 1959—1965 годах — в Институте Гидродинамики Сибирского отделения АН СССР; в 1964 году защитил диссертацию на соискание ученой степени доктора физико-математических наук в Сибирском отделении АН СССР;
- с 1965 — в Институте прикладной математики и механики АН УССР (заведующий отделом); одновременно в 1966—1970 годах — заведующий кафедрой Донецкого университета, с 1972 года — профессор Донецкого политехнического института.
- принимал активное участие в организации Донецкого отделения АН Украины, отдел прикладной механики которого возглавлял до 2001 года.

В 1964 год написал письмо Н. Хрущёву с просьбой о зачислении в отряд подготовки космонавтов.
С 1976 года — член Национального комитета СССР по теоретической и прикладной механике.
Награждён орденом Красной Звезды (1945), орденом Отечественной войны первой степени (1986), медалями.
Скончался от последствий ишемического инсульта.

## Научная деятельность
Основные направления научной деятельности: общая механика, прикладная математика, дифференциальные уравнения.
Исследования Харламова относятся к аналитической динамике твёрдого тела.

### Монографии
- Общая механика
- Динамика твёрдого тела
- Основания механики Ньютона
- Разномыслия в механике
- Очерки об основаниях в механике

## Семья
- Супруга — Елена Ивановна Харламова (девичья фамилия — Забелина; род. 1928), окончила мехмат МГУ в 1951 году, доктор физико-математических наук, профессор. Специалист в области аналитической механики. В 1958—1966 гг. — старший научный сотрудник Института гидродинамики СО АН СССР, доцент НГУ. Награждена орденом «Знак Почёта» (1961). В 1965 году вместе с мужем уехала в Донецк. Ведущий научный сотрудник отдела прикладной механики Института прикладной математики и механики НАНУ[4]. Составила книгу воспоминаний о своём муже.
  - Сын — Михаил Павлович (1953—2015), профессор, доктор физико-математических наук, член Национального комитета РФ по теоретической и прикладной механике, почётный работник народного образования РФ[5][6].
  - Сын — Алексей Павлович (род. 1960)[1]:50, закончил математический факультет ДонГУ[1]:104, кандидат физико-математических наук[1]:104.